# .cern
.cern je doménou nejvyšší úrovně pro Evropskou organizaci pro jaderný výzkum (CERN). Byla zaregistrována 13. srpna 2014.